# Tiberi Claudi Neró (militar)
Tiberi Claudi Neró (en llatí Tiberius Claudius Nero) va ser un militar romà. Va ser l'avi de l'emperador Tiberi. Formava part de la gens Clàudia i portava el cognomen de Neró.
Encara que segurament va tenir diversos càrrecs militars només se'l coneix per la participació que va tenir a la guerra contra els pirates de la Mediterrània a les ordes de Gneu Pompeu Magne l'any 67 aC. És probablement el mateix Tiberi Claudi Neró que mencionen Sal·lusti i Appià, i diuen que va recomanar mantenir en presó als conspiradors de Catilina detinguts, fins que el mateix Catilina fos arrestat i s'aclarís la part de cadascun.